# رینر بانهام
رینر بانهام (۲ مارس ۱۹۲۲–۱۹ مارس ۱۹۸۸) نویسنده و منتقد معمار بریتانیایی بود که به خصوص به خاطر تألیف دو کتاب مهم نظریه و طراحی در نخستین عصر ماشینی (۱۹۶۰) و لس آنجلس: معماری چهار اکولوژی شهرت دارد.

## تحصیلات
او در سال ۱۹۴۹ وارد مؤسسه هنر کورتالد در لندن شد و به آموزش زیر نظر زیگفرید گیدیون، نیکولاس پوزنر و آنتونی بلانت پرداخت. پوزنر استاد راهنمای دوره دکتری او بود و از او دعوت کرد که به مطالعه تاریخ معماری مدرن بپردازد.

## حرفه
او از سال ۱۹۵۲ شروع به همکاری با مجله «مرور معماری» کرد. نظریات او در دهه ۱۹۶۰ بر کار تفکر سدریک پرایس، پیتر کوک و آرکیگرام تأثیر بسیاری گذاشت. او روزنامه‌نگار پرکاری بود (با قریب به ۷۵۰ مقاله) که نوشته‌هایش هم در مجلات معماری و هم مجلات غیرمعماری منتشر می‌شدند.
بانهام سابقه تدریس در مدرسه بارتلت کالج دانشگاهی لندن، دانشگاه ایالتی نیویورک در بافلو و دانشگاه کالیفرنیا در سانتا کروز را دارد. در سال ۲۰۱۴ کالج دانشگاهی لندن به افتخار او کرسی استادی تاریخ و نظریه معماری رینر بانهام را نامگذاری کرد.

## ترجمه آثار به فارسی
- گزیده‌ای از نظریه و طراحی در نخستین عصر ماشینی، در کتاب نظریه‌ها و مانیفست‌های معماری معاصر، گردآوری چارلز جنکز و کارل کروپف، ترجمه احسان حنیف، تهران: کتاب فکرنو، ۱۳۹۷.
- جستار معماری محیط با دمای مناسب، در کتاب نظریه‌ها و مانیفست‌های معماری معاصر، گردآوری چارلز جنکز و کارل کروپف، ترجمه احسان حنیف، تهران: کتاب فکرنو، ۱۳۹۷.